# Made In Heaven

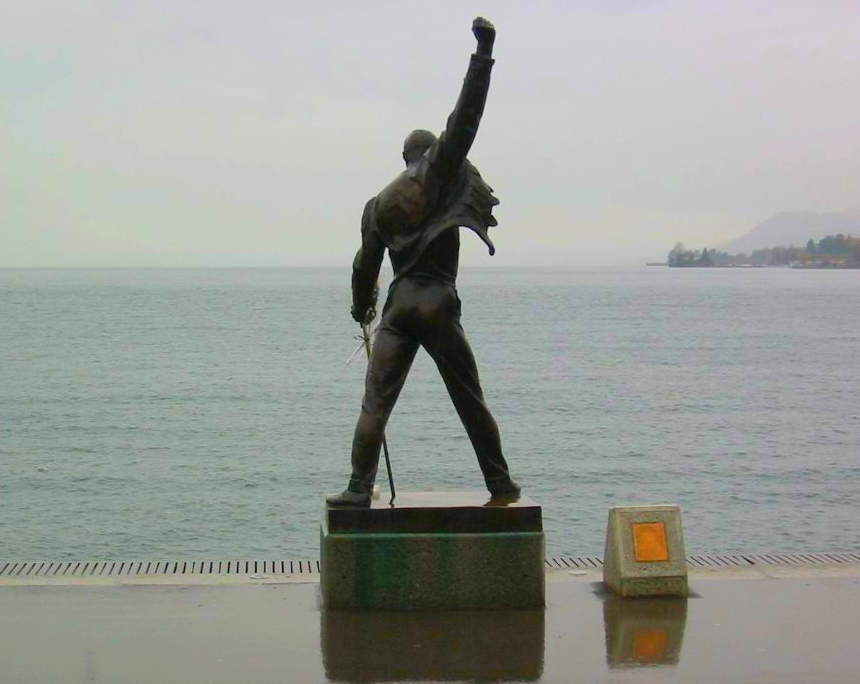
Estàtua de Freddie Mercury mirant el Llac Léman a Montreal, imatge que apareix a la portada de l'àlbum Made In Heaven

Made In Heaven ("Fet Al Cel" en català) és el quinzè i darrer àlbum d'estudi de la banda de rock britànica Queen, publicat el 6 de novembre de 1995. Va ser l'últim treball editat amb el vocalista Freddie Mercury que havia mort al novembre de 1991 i també el darrer del baixista John Deacon, que es va retirar del grup dos anys després de la publicació d'aquest disc.
Després de la defunció de Mercury el 1991 a causa de la SIDA, John Deacon, Roger Taylor i Brian May van treballar amb les parts de piano i cant que Mercury havia gravat dies abans de morir, juntament amb noves lletres gravades pels restants membres de la banda.
Les dues etapes d'enregistraments, abans i després de la mort de Mercury, van ser completades en l'estudi de la banda a Montreal, Suïssa. L'àlbum va debutar a la primera posició del rànquing de vendes del Regne Unit, arribant als quatre àlbums de platí. El diari The Guardian va declarar que l'àlbum va vendre 20 milions de còpies a tot el món.

## Llista cançons

### CD
| Núm. | Títol                            | Composició                          | Durada |
| ---- | -------------------------------- | ----------------------------------- | ------ |
| 1.   | «It's a Beautiful Day»           | Queen (Freddie Mercury)             | 2:32   |
| 2.   | «Made in Heaven»                 | Mercury                             | 5:25   |
| 3.   | «Let Me Live»                    | Queen                               | 4:45   |
| 4.   | «Mother Love»                    | Brian May, Mercury                  | 4:49   |
| 5.   | «My Life Has Been Saved»         | Queen (John Deacon)                 | 3:15   |
| 6.   | «I Was Born to Love You»         | Mercury                             | 4:49   |
| 7.   | «Heaven for Everyone»            | Roger Taylor                        | 5:36   |
| 8.   | «Too Much Love Will Kill You»    | May, Frank Musker, Elizabeth Lamers | 4:20   |
| 9.   | «You Don't Fool Me»              | Queen                               | 5:24   |
| 10.  | «A Winter's Tale»                | Queen (Mercury)                     | 3:49   |
| 11.  | «It's a Beautiful Day (Reprise)» | Queen (Mercury)                     | 3:01   |
| 12.  | «Yeah»                           | Queen                               | 0:04   |
| 13.  | «[Untitled Hidden Track]»        | Queen (David Richards, Taylor, May) | 22:32  |

| 1. | «Heaven for Everyone (Versió single)»                                  | 4:39 |
| 2. | «It's a Beautiful Day (Versió Cara-B)»                                 | 3:58 |
| 3. | «My Life Has Been Saved (Versió Cara-B 1989)»                          | 3:16 |
| 4. | «I Was Born to Love You (Versió vocal i piano)» (acreditada a Mercury) | 2:55 |
| 5. | «Rock in Rio Blues (Cara-B directe)»                                   | 4:33 |
| 6. | «A Winter's Tale (Cosy Fireside mix)»                                  | 3:49 |

| 1. | «(Heart-ache) Too Much Love Will Kill You (Vídeo promocional, 1995)» |  |
| 2. | «Heaven for Everyone (Vídeo promocional, 1995)»                      |  |
| 3. | «A Winter's Tale (Vídeo promocional alternatiu de 1995)»             |  |

### Vinil
| 1. | «It's a Beautiful Day»   | Queen (Freddie Mercury) | 2:32 |
| 2. | «Made in Heaven»         | Mercury                 | 5:25 |
| 3. | «Let Me Live»            | Queen                   | 4:45 |
| 4. | «Mother Love»            | Brian May, Mercury      | 4:49 |
| 5. | «My Life Has Been Saved» | Queen (John Deacon)     | 3:15 |

| 6.  | «I Was Born to Love You»         | Mercury                             | 4:25 |
| 7.  | «Heaven for Everyone»            | Roger Taylor                        | 4:43 |
| 8.  | «Too Much Love Will Kill You»    | May, Frank Musker, Elizabeth Lamers | 4:20 |
| 9.  | «You Don't Fool Me»              | Queen                               | 4:46 |
| 10. | «A Winter's Tale»                | Queen (Mercury)                     | 3:49 |
| 11. | «It's a Beautiful Day (Reprise)» | Queen (Mercury)                     | 3:01 |
| 12. | «Yeah»                           | Queen (Mercury)                     | 0:04 |

## Recepció crítica
La recepció en general va ser positiva. Entertainment Weekly li va donar a l'àlbum un B +, amb la ressenya dient que és "el perfecte epitafi teatral per a una vida dedicada al preciós artifici."
No obstant això, la ressenya d'All Music va ser menys entusiasta, atorgant-li a l'àlbum dues estrelles de cinc. "Fins i tot encara si ningú sabés que aquestes cançons van ser cantades sota l'ombra de la mort, aquest tema seria obvi". Tot i la duresa de la ressenya, aquesta conclou que "Potser Mercury estava determinat a marxar de la mateixa manera en què va arribar, com una diva. Si és així, ho va aconseguir."

## Membres
- Freddie Mercury - Vocalista, piano i teclats.
- Brian May - Guitarra acústica, guitarra elèctrica, teclats vocalista de fons, i vocalista principal a "Let Me Live" i darrer vers de "Mother Love".
- John Deacon - baix, guitarres, teclats.
- Roger Taylor - Bateria, percussions, teclats, vocalista de fons, vocalista principal a "Let Me Live"

Personal addicional
- Rebecca Leigh-White – vocalista de fons a "Let Me Live"
- Gary Martin – vocalista de fons a "Let Me Live"
- Catherine Porter – vocalista de fons a "Let Me Live"
- Miriam Stockley – vocalista de fons a "Let Me Live"
- David Richards – co-producció, enginyer, supervisió mixing
- Justin Shirley-Smith – co-producció, enginyer
- Joshua J. Macrae – co-producció, enginyer
- Mack – gravació de material addicional dels anys 80
- Kevin Metcalfe – mastering
- Richard Gray – Portada, fotògraf de l'escultura de Freddie Mercury obra d'Irena Sedlecká a Montreux.

## Llistes de vendes
| Llista (1995)             | Posició |
| ------------------------- | ------- |
| Australian Albums Chart   | 3       |
| Austrian Albums Chart     | 1       |
| Belgian Albums Chart (Vl) | 2       |
| Belgian Albums Chart (Wa) | 2       |
| Canadian Albums Chart     | 18      |
| Dutch Albums Chart        | 1       |
| Finnish Albums Chart      | 1       |
| French SNEP Albums Chart  | 2       |
| German Albums Chart       | 1       |
| Italian Albums Chart      | 1       |
| Japanese Albums Chart     | 10      |
| New Zealand Albums Chart  | 1       |
| Norwegian Albums Chart    | 2       |
| Swedish Albums Chart      | 1       |
| Swiss Albums Chart        | 1       |
| UK Albums Chart           | 1       |
| U.S. Billboard 200        | 58      |

| Llista (1995)           | Posició  |
| ----------------------- | -------- |
| Australian Albums Chart | 42       |
| Austrian Albums Chart   | 13       |
| French Albums Chart     | 10       |
| Italian Albums Chart    | 8        |
| UK Albums Chart         | 7        |
| Chart (1996)            | Position |
| Austrian Albums Chart   | 10       |
| French Albums Chart     | 32       |
| Japanese Albums Chart   | 92       |
| Swiss Albums Chart      | 18       |
| UK Albums Chart         | 68       |